# Simone Balacchi
Simone Balacchi (Santarcangelo di Romagna, c. 1240 - Rimini, 3 de noviembre de 1319) fue un religioso italiano de la Orden de Predicadores. Su culto como beato fue confirmado por el Papa Pío VII en 1820.

## Biografía
Se desconocen los orígenes de su familia, pero el nombre de su padre (Rodolfo) se ha transmitido. A los veintisiete años abrazó la vida religiosa como hermano laico en el convento de los dominicos de Rimini: la tradición hagiográfica habla de los grandes sufrimientos que sufrió debido a las graves persecuciones de los hombres y del diablo; también le atribuye numerosos milagros realizados en la vida.
La noticia más antigua sobre su culto se remonta al 27 de diciembre de 1489, cuando su cuerpo fue trasladado a la iglesia de San Cataldo en Rimini y colocado en un arca a la derecha de la entrada principal del edificio. En 1817 sus restos fueron trasladados a una capilla erigida en su honor en la colegiata de Santarcangelo.
El Papa Pío VII, por decreto del 14 de marzo de 1820, confirmó el culto con el título de beato.
Su elogio se puede leer en el martirologio romano del 3 de noviembre.
- Datos: Q20030845
- Multimedia: Simone Ballachi / Q20030845